# Maigret e il fantasma
Maigret e il fantasma (titolo originale francese Maigret et le Fantôme) è un romanzo di Georges Simenon con protagonista il commissario Maigret, il sessantaduesimo romanzo dedicato al celebre investigatore.
Il romanzo fu scritto dal 17 al 23 giugno 1963 in Svizzera, il dodicesimo e ultimo scritto a "Noland" (dall'inglese "nessuna terra", un luogo immaginario). In realtà, Simenon si trovava nella sua tenuta svizzera, il castello d'Echandens, nel cantone di Vaud, una delle sue residenze preferite. Uscito dapprima come feuilleton sul quotidiano Le Figaro, in 23 puntate (nn. 6131-6153) dal 18 maggio al 12 giugno 1964, fu pubblicato nel luglio del medesimo anno presso l'editore Presses de la Cité, in Francia.

## Trama

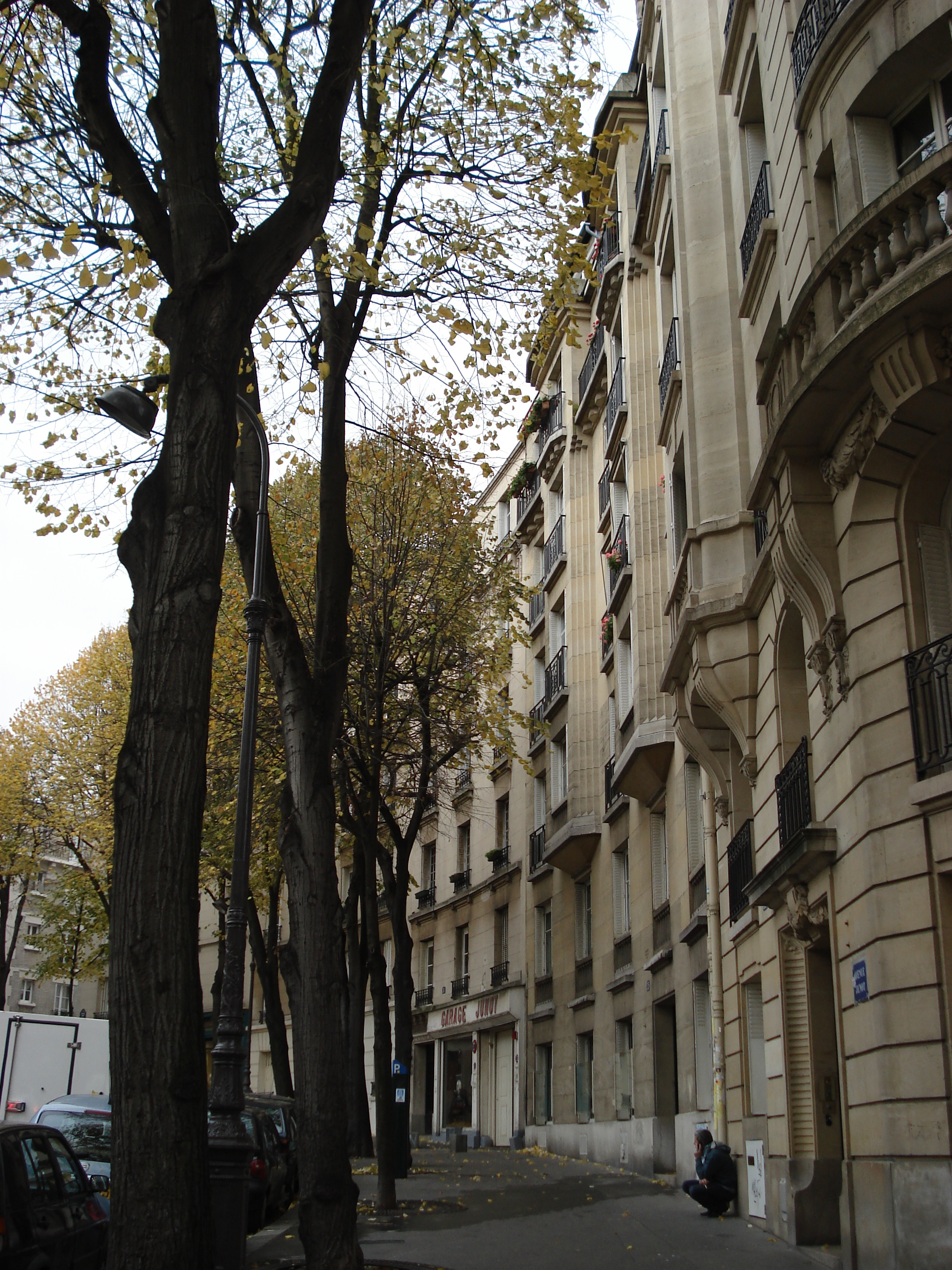
Street View di Parigi, Avenue Junot, XVIII arrondissement, Francia.

Maigret ha appena concluso l'inchiesta su alcuni criminali che i giornali hanno chiamato "la banda delle motociclette", giovani rapinatori di gioiellerie, e rientra a casa tardi, sotto la pioggia. Il mattino successivo Lapointe lo avverte che, in avenue Junot, ignoti hanno sparato all'ispettore Lognon che è stato trasportato in ospedale. Maigret scopre che il suo ispettore "malgracieux" si era fermato diverse notti da Marinette Augier, giovane estetista, per sorvegliarla e proteggerla, benché non avesse detto niente ai colleghi. Da quando lui è stato ferito, però, la ragazza è scomparsa.
Gli ispettori del XVIII seguono il caso, soprattutto Chinquier che interroga Maclet, un vecchio misantropo che abita al di là della strada e sta sempre alla finestra. Maclet dice di aver visto diverse ragazze giovani andare e venire da casa di Norris Jonker, un collezionista d'arte olandese che abita in una lussuosa palazzina proprio di fronte. Maigret decide di fargli visita e parlare anche con la moglie, Mirella, originaria di Nizza. Riesce quindi a sapere che lei, prima di sposare Jonker, era conosciuta come Marcelle Mailland, amante di Stanley Hobson, un famigerato truffatore. Per sfuggirgli, poi, aveva sposato Herbert Muir, un londinese dal quale aveva più tardi divorziato. Nella grande casa dei Jonker, Maigret trova anche una strana stanza con un letto di ferro, un lucchetto all'esterno e delle scritte sui muri.
Un venditore porta a porta, tale Langeron, testimonia di aver visto un uomo portato via a forza dalla casa della coppia in una Jaguar gialla. L'automobile viene identificata; appartiene a Ed Gollan, critico d'arte che abita al Ritz. Intanto Marinette viene ritrovata e riportata a Parigi. Ha avuto paura e si era nascosta, ma ora Maigret la porta al Quai des Orfèvres e procede con l'inchiesta. Scopre che Jonker è coinvolto, suo malgrado, in un giro di falsi d'autore, prodotti da un giovane artista un poco matto, Federigo Palestri, al quale bastava essere rifornito di ragazze per fare copie geniali di quadri famosi mentre era trattenuto nella strana stanza, ma che era stato allontanato allorché Lognon era stato scorto aggirarsi nei paraggi. Quando Maigret lo ritrova, forse è stato ucciso, o si è impiccato da sé. Alla fine, verrà arrestato come responsabile della sua morte Mario de Lucia, collegato con Hobson, ed entrambi saranno condannati a dieci anni di lavori forzati; Gollan se la caverà con due anni, Jonker con uno, ma nemmeno lo sconterà, e Lognon partirà in convalescenza con la moglie per due mesi.

## Adattamenti

### Televisione
- Episodio dal titolo Maigret en het spook, telefilm neerlandese con Jan Teulings, trasmesso nel 1969.
- Nell'episodio dal titolo Maigret et le Fantôme, facente parte della serie televisiva Les enquêtes du commissaire Maigret per la regia di René Lucot, trasmesso su Antenne 2 il 19 giugno 1971, con Jean Richard nel ruolo del commissario Maigret.
- Episodio dal titolo  Keishi to yūrei, telefilm giapponese di Fujita Meiji, con Kinya Aikawa nella parte di Maigret, on onda nel 1978.
- Nell'episodio dal titolo Maigret et le Fantôme, facente parte della serie televisiva Il commissario Maigret per la regia di Hannu Kahakorpi, trasmesso su France 2 il 13 maggio 1994, con Bruno Cremer nel ruolo del commissario Maigret. A differenza del libro, l'ambientazione è spostata in Finlandia. In Italia l'episodio è apparso col titolo Maigret e il mercante d'arte.

## Edizioni italiane
- Maigret e il fantasma, traduzione di Paolo Caruso, Collana Le inchieste del commissario Maigret n° 12, Milano, Mondadori, 1966,  p. 176.[1] - Collana Oscar n.236, Mondadori, 1969;[2]; Collana Oscar Gialli n.299, Mondadori, 1993; postfazione di Alberto Savinio, Collana Oscar Narrativa n.1384, Mondadori, 1994.
- Maigret e il fantasma, traduzione di Valeria Fucci, Collana gli Adelphi n° 354, Milano, Adelphi, 2009,  p. 152, ISBN 978-88-459-2418-7.
- in  I Maigret 13, Collana I Maigret, Milano, Adelphi, 2016, ISBN 978-88-459-3098-0. - nuova ed., Adelphi, 2019, ISBN 978-88-459-3385-1.